# Haut-Vully
Haut-Vully (hasta 1977 Vully-le-Haut, en alemán Oberwistenlach) es una comuna suiza del cantón de Friburgo, situada en el distrito de See a orillas del lago de Morat. Limita al norte con las comunas de Ins (BE), al este con Bas-Vully, al sur con Murten/Morat, Meyriez, Greng y Faoug (VD), y al oeste con Vully-les-Lacs (VD) y Cudrefin (VD).

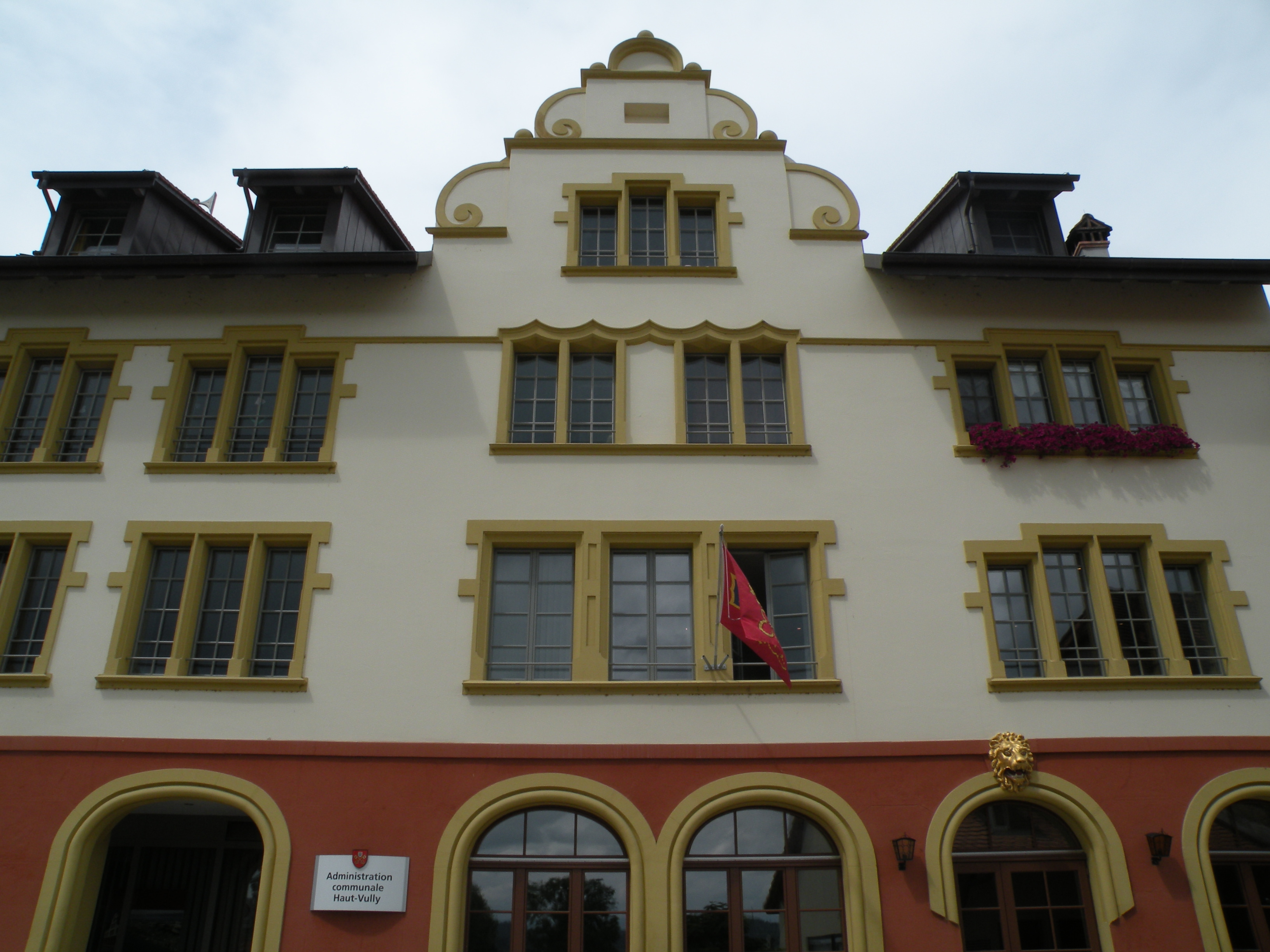
Administración comuna de Haut-Vully.

## Personajes ilustres
- Louis Agassiz, naturalista.